# 二人の天使のいるピエタ
『二人の天使のいるピエタ』（ふたりのてんしのいるピエタ、独: Pietà、英: Pietà with Two Angels）は、イタリアのバロック絵画の巨匠アンニーバレ・カラッチが1603年ごろ、キャンバス上に油彩で制作した絵画である。1659年にレオポルト・ヴィルヘルム大公のコレクションにあったことが記録されており、現在、ウィーンの美術史美術館に所蔵されている。

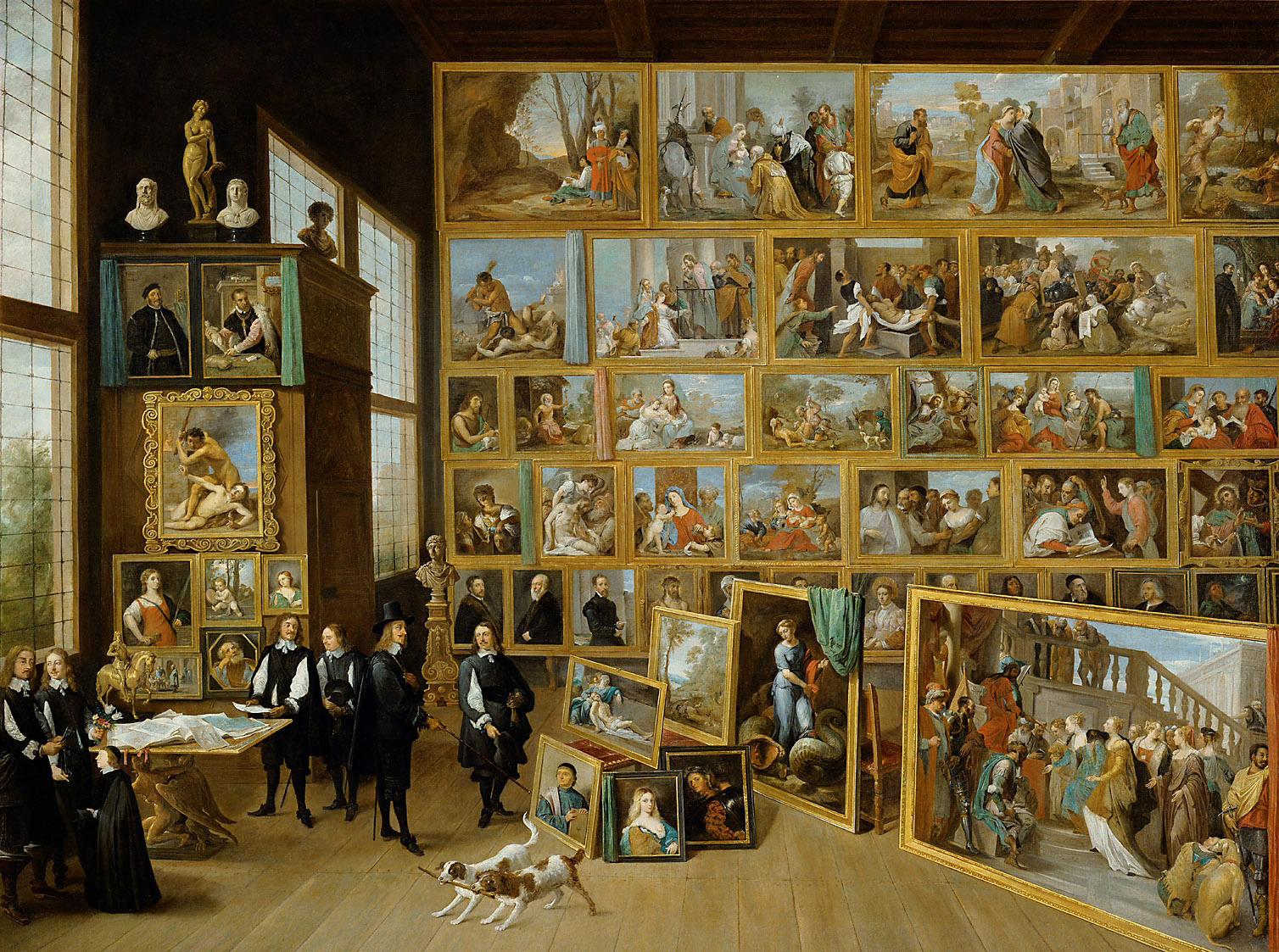
ダフィット・テニールス (子) 『ブリュッセルのレオポルト・ヴィルヘルム大公の画廊 (ウィーン)』 (1650–1651年) 、美術史美術館、ウィーン

医師で美術愛好家であったジュリオ・マンチーニの手紙には、彼がアンニーバレに施した1607年の治療へのお礼として、直接アンニーバレから絵画を受け取ったことが記述されている。当時、アンニーバレは病気を患っており、すぐ後に死去した。手紙で言及されている絵画が、様式的に1603年の制作とされるウィーンの本作であるとしばしばみなされている。もし、その通りであれば、アンニーバレは直接の委嘱によるのではなく、自身のために絵画を制作していたと推測され、絵画は他に医療費を支払う方法がなかったために医師に感謝の印として与えられたということになる。

## 作品
自然を研究し、16世紀のヴェネツィア派の画家たちを模倣していたアンニーバレの様式は、1595年にファルネーゼ宮殿に絵画を描くためにローマにやってきてから変貌した。古代ローマ美術やラファエロ、ミケランジェロの影響を受け、より古典的な厳粛さと英雄的な雄大さを持つものとなったのである。そうした様式は、本作『二人の天使のいるピエタ』に表れている。
アンニーバレが描いた何点かの「ピエタ」は人物の配置がすばらしいリズム感を生み出しているが、本作はコレッジョのアイデアにもとづいたものである。苦痛に打ちひしがれた聖母マリアが息子イエス・キリストの頭部を膝の上に載せている。青の寒色、ミケランジェロと古代美術の彫刻に見られる悲哀感が死の静けさに満ちた場面を特徴づけている。陰にある墓上の茨の冠と血に染まった釘がキリストの受難を指し示す。それらは、同時に対抗宗教改革時代の意図にふさわしい祈りと精神的没入へと敬虔な信者を導く。
本作に関する最初の確かな記録は1659年にさかのぼる。作品は、ダフィット・テニールス (子) の絵画『ブリュッセルのレオポルト・ヴィルヘルム大公の画廊 (ウィーン)』 (美術史美術館) 中央の風景画の手前にも登場している。テニールス (子) の絵画には、レオポルト・ヴィルヘルム大公がブリュッセルでネーデルラント総督を務めていた時代に収集し、後にウィーンに持ちかえった、主にイタリアの画家たちによる最も有名な絵画が描かれている。